# Società del Casino (Bologna)

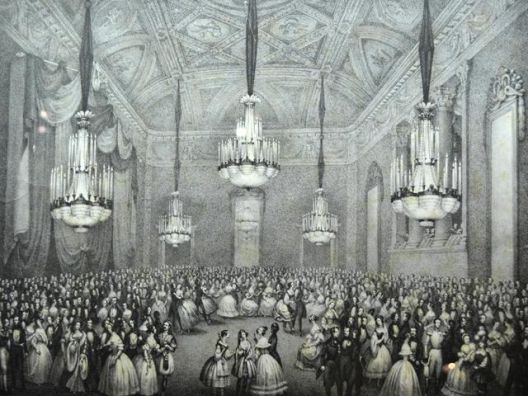
Festa da ballo in costume del 20 gennaio 1839 alla Società del Casino (litografia di Giuseppe Meloni).

La Società del Casino, detta anche Nobile Società del Casino o Casino dei nobili, è stata un circolo bolognese di accademie musicali e letterarie, feste e balli attivo per quasi un secolo, tra la seconda metà del XVIII secolo e la prima metà del XIX secolo.

## Storia
Nata nel 1766 come circolo aristocratico, in epoca napoleonica la Società del Casino aprì le porte al ceto borghese emergente, arrivando ad accogliere fino a 400 soci. Nella prima metà dell'Ottocento, la Società del Casino svolse una parte importante nella vita culturale e politica della città, accogliendo i membri della classe dirigente.

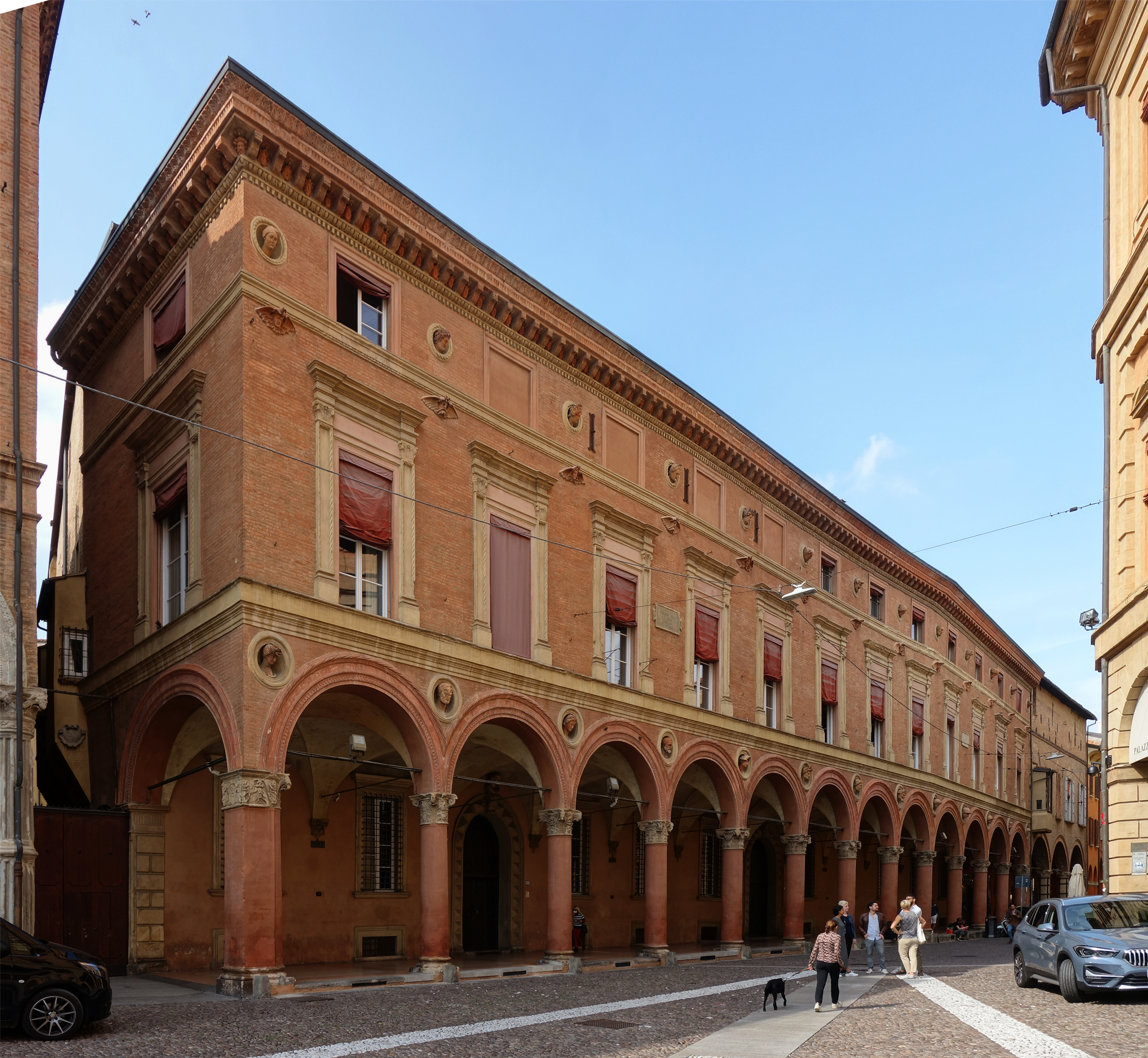
Palazzo Bolognini Amorini Salina.

Nel 1823 la Società del Casino si trasferì da Palazzo Vizzani in Palazzo Bolognini Amorini, all'inizio di via Santo Stefano. Il nuovo statuto prevedeva accademie e concerti di musica, esercizi e feste di ballo, accademie di poesia, lettura di fogli non proibiti, giornali scientifici, letterari e di moda, conversazione, il gioco del bigliardo e altri giochi leciti. 
Le accademie, le feste e i balli si tenevano in un grande salone al piano nobile, corredato da figure allegoriche in stile neoclassico e da decorazioni alla pompeiana, mentre i salotti attigui ospitavano le altre attività.
Le accademie musicali videro esibirsi musicisti di fama e accolsero «i pezzi operistici più in voga e le partiture tipiche della musica frivola ottocentesca». La direzione musicale del Casino fu per molti anni appannaggio di Francesco Giovanni Sampieri (1790-1863), musicista e mecenate, amico di Rossini. La domenica dopo mezzogiorno si teneva un concerto di pianoforte.

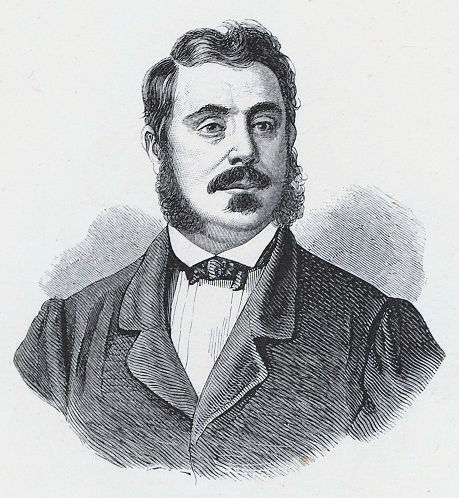
Ritratto di Carlo Pepoli del 1861

Il gabinetto di lettura, diretto dal conte Carlo Pepoli, ebbe un ruolo importante nell'attività culturale del Casino. Metteva a disposizione dei soci ventuno testate italiane e straniere di carattere scientifico e letterario.
Dopo aver inglobato la Società delle Signore, che offriva conversazioni settimanali e feste di carnevale, con l'eventuale presenza dei mariti, e  alla quale aderivano alcune delle dame bolognesi più in vista, quali Cornelia Rossi Martinetti, Maria Malvezzi Hercolani e Teresa Carniani Malvezzi, i soci del Casino diedero vita a un'Accademia di Poesia, più tardi detta Accademia Felsinea o dei Felsinei, alla quale aderirono personaggi del calibro di Vincenzo Monti, Pietro Giordani, Dionigi Strocchi, Massimiliano Angelelli e Carlo Pepoli.
Il 27 marzo 1826, lunedì di Pasqua, Giacomo Leopardi vi lesse pubblicamente, davanti ai "Cigni di Felsina", ossia i principali letterati del circolo neoclassico bolognese dell'Accademia dei Felsinei, l'Epistola al conte Carlo Pepoli, vice-presidente del sodalizio e suo caro amico. La voce fioca del poeta e la distrazione dell'uditorio non fecero apprezzare pienamente il contenuto della lettera. Leopardi apparve «di tetro umore ... con anima oltre modo sensibile, e mancante di certi necessari doni naturali atti a chiamare la generale attenzione».
Dopo il 1848, la politica entrò con forza nel circolo e le feste assunsero un carattere patriottico, che non poteva rimanere esente dal controllo poliziesco.
Nel 1854, a seguito di un provvedimento governativo stabiliva che le accademie letterarie, musicali e teatrali devono tenersi alla presenza di ufficiali austriaci, la Società del Casino sospese le proprie attività e nel 1854 decretò il proprio scioglimento.